# Comuna Traian, Brăila
Traian este o comună în județul Brăila, Muntenia, România, formată din satele Căldărușa, Silistraru, Traian (reședința) și Urleasca.

## Așezare
Comuna se află în centrul județului și este traversată de șoseaua DN2B care leagă Brăila de Buzău. În satul Silistraru, acest drum se intersectează cu șoseaua județeană DJ255A, care leagă comuna spre nord de Tudor Vladimirescu (unde se termină în DN22) și spre sud de Unirea (DN21) și Gropeni. Din același DN2B, la Urleasca se ramifică și șoseaua județeană DJ202B, care duce spre nord către Movila Miresii.
Prin comună trece și calea ferată Buzău-Brăila, deservită de stațiile Urleasca și Traian Sat.

## Demografie
Componența etnică a comunei Traian
     Români (91,07%)
     Romi (2,98%)
     Alte etnii (0,2%)
     Necunoscută (5,75%)
Componența confesională a comunei Traian
     Ortodocși (93,41%)
     Alte religii (0,5%)
     Necunoscută (6,09%)
Conform recensământului efectuat în 2021, populația comunei Traian se ridică la 2.990 de locuitori, în scădere față de recensământul anterior din 2011, când fuseseră înregistrați 3.339 de locuitori. Majoritatea locuitorilor sunt români (91,07%), cu o minoritate de romi (2,98%), iar pentru 5,75% nu se cunoaște apartenența etnică. Din punct de vedere confesional, majoritatea locuitorilor sunt ortodocși (93,41%), iar pentru 6,09% nu se cunoaște apartenența confesională.

## Politică și administrație
Comuna Traian este administrată de un primar și un consiliu local compus din 13 consilieri. Primarul, Nicușor Abăseacă[*], de la Partidul Social Democrat, este în funcție din 2004. Începând cu alegerile locale din 2024, consiliul local are următoarea componență pe partide politice:
|  | Partid                    | Consilieri | Componența Consiliului | Componența Consiliului | Componența Consiliului | Componența Consiliului | Componența Consiliului | Componența Consiliului |
|  | ------------------------- | ---------- | ---------------------- | ---------------------- | ---------------------- | ---------------------- | ---------------------- | ---------------------- |
|  | Partidul Național Liberal | 6          |                        |                        |                        |                        |                        |                        |
|  | Partidul Social Democrat  | 6          |                        |                        |                        |                        |                        |                        |
|  | Partidul România Mare     | 1          |                        |                        |                        |                        |                        |                        |

## Istorie
La sfârșitul secolului al XIX-lea, pe actualul teritoriu al comunei erau organizate în județul Brăila comunele Silistraru (în plasa Vădeni) și Urleasca (în plasa Călmățui). Comuna Urleasca avea în componență satele Esna, Burta Encii, Burdujani, Urleasca și Scheaua (astăzi, Căldărușa), cu 1182 de locuitori și în ea funcționau o școală înființată în 1860 și o biserică zidită în 1861. Comuna Silistraru avea în compunere satele Silistraru și Traian, cu 1769 de locuitori. În comună funcționau o școală cu 111 elevi (înființată ca școală de băieți în 1838 și devenită mixtă în 1877) și două biserici ortodoxe.
Comuna Traian s-a înființat în 1913, și apare în anuarul Socec din 1925, cu unicul sat component Traian, cu o populație de 1059 de locuitori. Comuna Silistraru devenise atunci reședința plășii Silistraru, din care făcea parte și comuna Traian. Unicul sat al ei, Silistraru, avea 1353 de locuitori. Comuna Urleasca era inclusă în plasa Ianca a aceluiași județ și avea în compunere satele Esna, Căldărușa și Urleasca, cu 1767 de locuitori.
În 1950, comunele au fost incluse în raionul Brăila din regiunea Galați. Comuna Silistraru a dispărut, fiind inclusă în comuna Traian. În 1968, comuna Traian a redevenit parte a județului Brăila, reînființat, și, tot, atunci, comuna Urleasca a fost desființată și inclusă și ea în comuna Traian.

## Monumente istorice
Două obiective din comuna Traian sunt incluse în lista monumentelor istorice din județul Brăila ca monumente de interes local, unul clasificat ca monument de arhitectură și altul — ca monument funerar sau memorial. Monumentul de arhitectură este conacul Orezeanu, datând din 1908, aflat la 800 m vest de stația CFR din satul Traian, iar monumentul memorial este obeliscul din curtea grădiniței din satul Silistraru, monument ridicat în memoria victimelor Primului Război Mondial.